# Sukhoi K
Il Sukhoi K, o semplicemente K, fu un aereo da caccia monoposto, bimotore a getto e monoplano ad ala bassa, progettato dall'OKB 51 diretto da Pavel Osipovič Suchoj, sviluppato in Unione Sovietica negli anni quaranta e rimasto allo stadio di prototipo.
Costruito poco dopo il termine della seconda guerra mondiale il velivolo, grazie agli studi effettuati su esemplari catturati, risultava molto simile al tedesco Messerschmitt Me 262. Denominato inizialmente Sukhoi Su-9 dal Ministero dell'industria aeronautica, designazione che venne successivamente riusata per un'altra macchina, il K servì come base di partenza per il progetto LK (chiamato anche Su-11) e successivamente per il progetto TK (Su-13).

## Storia del progetto
Nel 1945 l'Unione Sovietica aveva finalmente a disposizione il motore turbogetto, l'RD-10 e l'RD-20, il primo capace di 900 kgf di spinta ed il secondo di 800. In quegli anni fu quindi lanciato un programma di sviluppo per un caccia a getto, di cui furono incaricati i più importanti uffici tecnici di progettazione (OKB) di tali apparecchi, del tempo: Yakovlev, Lavochkin, Mikoyan Gurevich e, appunto, Sukhoi.
I primi studi dell'ufficio di Sukhoj su di un caccia a getto erano cominciati già dai primi mesi del 1944. A causa della limitata potenza dei primi turbogetti, i primi caccia erano tutti bimotore e gli ingegneri di Suchoj decisero di installare gli RD-10 all'interno di due gondole subalari.
Il piccolo gruppo di Suchoj era sotto pressione a causa dell'eredità lasciata dalla morte di Polikarpov e di Ermolaev: i lavori di progettazione e di costruzione dello UTB-2 e dello Er-2ON.
Malgrado la sua innegabile somiglianza con il Me 262, il K venne scrupolosamente studiato sia dal punto di vista aerodinamico che strutturale. Ciò era in parte dovuto al notevole carico alare, 300 kg/m², che al contempo permetteva dimensioni ridotte della macchina ed una velocità di punta elevata.
All'aumento del carico alare corrisponde però un aumento della velocità minima di atterraggio e di decollo: è per questo motivo che vennero installati dei razzi assistenti al decollo, gli U-5, con una spinta aggiuntiva di ben 1550 kg fornita per 8 secondi. I razzi erano poi sganciati una volta scarichi. Per l'atterraggio invece si introdusse, per la prima volta in Unione Sovietica, il parafreno: uno speciale paracadute, posto in coda, che si dispiegava una volta a terra e che rallentava il K in 660 m riducendo l'impiego di pista del 30%.
Il K fu anche uno dei primi in Unione Sovietica ad essere provvisto di un seggiolino eiettabile, disegnato dagli stessi ingegneri di Sukhoj, e di un sistema per l'espulsione del cupolino.
Il modello per le prove statiche venne ultimato nel 1946 ed esaminato da una commissione che lo approvò per la produzione del prototipo. Il prototipo venne presto ultimato, malgrado l'assenza dei motori la cui produzione andava a rilento, e, nel luglio dello stesso anno, cominciarono le prove statiche.
A metà ottobre finalmente i motori vennero montati e, dopo alcuni collaudi ed alcune piccole modifiche ai carrelli, il 13 novembre il pilota collaudatore Georgij Šijanov compì il primo decollo. I commenti del collaudatore (che lavorava assieme ai colleghi Sergej Anochin ed Andrej Kočetkov) furono positivi, l'aereo rispondeva in modo eccellente ai comandi. Inoltre la manutenzione era facilitata dalla particolare installazione dei propulsori.
L'unica pecca era rappresentata dal fatto che alle alte velocità i comandi diventavano piuttosto "duri". Per questo motivo vennero sviluppati degli attuatori idraulici di alettoni ed elevatori. Inoltre venne aumentata l'area della deriva.
Il 3 agosto del 1947 l'aereo venne portato in volo alla manifestazione aerea di Tušino da Kočetkov.
Il 18 dello stesso mese l'aereo venne spostato alla base del NII per gli esami da parte di una commissione di stato. Successivamente l'aereo venne rinviato alla fabbrica perché fossero montate delle pompe idrauliche agli attuatori. L'aereo venne quindi provato dal 27 marzo al 25 maggio del 1948 (11 voli per un totale di 5 ore e 13 minuti), in particolare per verificare la relazione tra le forze agenti sulle superfici mobili ed il loro angolo di deviazione, alle differenti quote e con le pompe idrauliche in funzione oppure inoperative. In totale, dal 12 ottobre del 1946 al 26 maggio 1948 il K compì 136 voli per 58 ore e 58 minuti di volo.
Inizialmente l'apparecchio venne raccomandato per la produzione di serie come Sukhoi Su-9, ma all'epoca le fabbriche sovietiche producevano già un buon numero di macchine analoghe. Quando alla fine si decise di abbandonare il progetto, il prototipo del K era ancora in condizioni di volo.
Lo sviluppo e la costruzione del K diede modo all'ufficio tecnico di migliorare ed affinare le proprie capacità nell'assemblaggio dei prototipi, riducendo le tolleranze di lavorazione a 0,25 mm.

### Il modello a due posti ed il secondo prototipo
Nel 1946 l'OKB lavorò anche attorno al progetto di una versione biposto da addestramento. Questa nuova versione introduceva un secondo abitacolo dell'allievo posto di fronte a quello dell'istruttore per permettere una migliore visibilità al primo. L'armamento consisteva in due cannoni Berezin B-20 da 20 mm con 100 colpi per canna. Gli abitacoli non erano corazzati.
A causa del fatto che il lavoro sul K aveva subìto un arresto, il prototipo dell'addestratore non venne costruito.
Accanto alla versione biposto venne progettata anche una seconda versione del prototipo del monoposto. In particolare si lavorò ad un miglioramento del motore in collaborazione con il CIAM.
Venne modificata la struttura posteriore del motore riarrangiando la camera di combustione che ora aveva una doppia parete d'acciaio resistente alle alte temperature, sei iniettori alimentati da una pompa, ed un nuovo scarico variabile, dove la spina centrale era stata rimpiazzata da un doppio sistema di paretine. I collaudi condotti dagli uomini di Sukhoj e dello CIAM furono soddisfacenti ed il nuovo sistema di geometria variabile dell'ugello venne proposto per il nuovo prototipo.
A settembre del 1946 le prove condotte nella galleria del vento T-106 dello CAGI confermarono che se i motori fossero stati posizionati all'altezza delle ali, anziché al di sotto, le prestazioni sarebbero leggermente migliorate perché in questo modo diminuiva l'interferenza aerodinamica ala-gondola motore, abbassando la resistenza ad alti numeri di Mach.
Venne inoltre cambiato il profilo alare all'estremità, dal KV-3-12 allo SR-3-12, mentre quello alla radice restò lo S-1-12. In galleria infatti tale cambiamento eliminava la tendenza dell'aereo ad abbassare il muso a velocità transoniche.

## Il Sukhoi LK
Verso la fine di maggio del 1947 l'OKB di Sukhoj iniziò i collaudi in volo di un nuovo monoposto, chiamato LK o Su-11. I piloti collaudatori erano Georgij Šijanov e Sergej Anochin. L'LK installava i nuovi motori Lyulka TR-1, allineati alla corda alare.
Il 28 maggio 1947 Šijanov compì il primo volo di collaudo, che durò circa 10 minuti. I primi lavori si concentrarono molto sulla forma migliore da conferire alle gondole dei motori, ma il TR-1 forniva solamente 1300 kg di spinta invece dei previsti 1500 ed i lavori si dovettero fermare. Inoltre la stabilità statica longitudinale non era soddisfacente e si manifestava un'inversione del carico del timone a Mach 0,75.
L'LK compì 54 voli di collaudo per un totale di 21 ore ed 8 minuti, ed inoltre prese parte alla parata aerea del 3 agosto 1947.
Il rapporto finale spiegò che senza l'adozione del turbogetto TR-1A (più potente, ma non ancora in produzione) e senza adeguate indicazioni dello TsAGI per quanto riguardava l'aerodinamica alare, l'aereo non si poteva ulteriormente migliorare.
Per questo motivo l'ala fu smontata e trasferita allo TsAGI per ulteriori esami sulla rigidità dei longheroni.

## Il Sukhoi TK, caccia tattico o caccia intercettore
Sulle basi del Su-11 fu progettato, nel 1947, un caccia tattico sotto la denominazione TK o Su-13. I due motori originali furono sostituiti dai più potenti Klimov RD-500 da 1 600 kg di spinta ciascuno, mentre lo spessore alare in percentuale di corda diminuì dall'11 al 9%. Infine i piani orizzontali di coda furono dotati di un angolo di freccia. L'apparecchio fu anche predisposto per agganciare due serbatoi esterni alla radice alare, ma non venne mai costruito.
Simultaneamente a questo progetto fu concepito anche un caccia intercettore monoposto. Nel maggio del 1948 l'ufficio tecnico tornò su questo progetto equipaggiandolo di un radar Tory che alloggiava l'antenna tra i due cannoni sul muso, facendo arretrare l'abitacolo, i serbatoi, i cannoni stessi ed il centro di massa. Come risultato anche l'ala venne modificata, aumentandone la superficie, a causa del maggiore peso del radar e dei motori, e spostandola verso la coda. Anche questo progetto non venne mai realizzato.
|                                      | K Su-9 | LK Su-11 | TK Su-13                           |
| Tipo                                 | caccia | caccia | caccia tattico caccia intercettore |
| Equipaggio                           | un pilota | un pilota | un pilota                          |
| Lunghezza                            | 10,546 m | 10,546 m | 10,930 m                           |
| Apertura alare                       | 11,2 m | 11,8 m | 11,8 m                             |
| Altezza                              | 3,40 m | 3,64 m | 3,78 m                             |
| Superficie alare                     | 20,2 m² | 22,2 m² | 24,8 m²                            |
| Carico alare                         | 275 kg/m² | | 259 kg/m²                          |
| Superficie degli alettoni            | | | 1,94 m²                            |
| Superficie dei piani di coda         | | | 5,00 m²                            |
| Superficie della deriva              | | | 3,196 m²                           |
| Superficie degli equilibratori       | | | 1,50 m²                            |
| Superficie del timone                | | | 1,078 m²                           |
| Peso a vuoto                         | 4 060 kg | | 4 055 kg                           |
| Peso massimo al decollo              | 6 184 kg | 6 350 kg | 6 436 kg                           |
| Capacità di combustibile             | 1 350 kg | | 1 800 kg                           |
| Peso degli olii                      | 18 kg | |                                    |
| Motore                               | due turbogetti RD-10 con due razzi per l'assistenza al decollo U-5 | due turbogetti TR-1 | due turbogetti RD-500              |
| Spinta                               | turbogetto: 2 × 900 kgrazzo: 2 × 1 150 kg | 2 × 1 300 kg | 2 × 1 600 kg                       |
| Velocità massima al livello del mare | 847 km/h | 940 km/h | 960 km/h                           |
| Velocità massima a 4 000 m           | | 925 km/h |                                    |
| Velocità massima a 5 000 m           | 880 km/h | | 960 km/h                           |
| Velocità massima a 8 000 m           | 885 km/h | 885 km/h |                                    |
| Tempo di salita a 10 000 m           | 11,65 min | |                                    |
| Tempo di salita a 6 000 m            | 6,60 min | |                                    |
| Tempo di salita a 5 000 m            | 4,60 min | |                                    |
| Tangenza                             | 12 800 m | 13 000 m |                                    |
| Autonomia                            | 1 h 44 min | 1 h 44 min |                                    |
| Raggio d'azione                      | 1 200 km | | 1 550 km                           |
| Corsa di decollo                     | 910 m | 780 m | 500 m                              |
| Corsa di decollo con razzi           | 475 m | — | 300 m                              |
| Impiego di pista in atterraggio      | 600 m | | 500 m                              |
| Velocità di atterraggio              | 150 km/h | | 170 km/h                           |
| Cannoni                              | variante 1: un N-37 da 37 mm con 40 colpi e due N-23 da 23 mm con 100 colpi per armavariante 2: un N-45 da 45 mm con 30 colpi e due N-23 da 23 mm con 100 colpi per armavariante 3: due N-23 da 23 mm con 30 colpi per arma e due N-23 da 23 mm con 100 colpi per arma | variante 1: un N-37 da 37 mm con 40 colpi e due N-23 da 23 mm con 100 colpi per armavariante 2: un N-45 da 45 mm con 30 colpi e due N-23 da 23 mm con 100 colpi per armavariante 3: due N-23 da 23 mm con 30 colpi per arma e due N-23 da 23 mm con 100 colpi per arma | —                                  |
| Bombe                                | variante 3: carico normale 1 500 kg, carico massimo 2 250 kg | variante 3: carico normale 1 500 kg, carico massimo 2 250 kg | —                                  |